# Thalassoma loxum
Thalassoma loxum är en fiskart som beskrevs av Randall och Mee, 1994. Thalassoma loxum ingår i släktet Thalassoma och familjen läppfiskar. IUCN kategoriserar arten globalt som otillräckligt studerad. Inga underarter finns listade i Catalogue of Life.